# (1299) Mertona
(1299) Mertona est un astéroïde de la ceinture principale découvert le 18 janvier 1934 par l'astronome français Guy Reiss.
Il a été nommé en l'honneur de l'astronome britannique Gerald Merton.

## Historique
Le lieu de découverte, par l'astronome français Guy Reiss, est Alger.

## Sources

## Compléments